# Kimiella grisea
Kimiella grisea är en tvåvingeart som beskrevs av Kim och Papp 1996. Kimiella grisea ingår i släktet Kimiella och familjen lövflugor. Inga underarter finns listade i Catalogue of Life.